# Henrique Bernardelli
Henrique Bernardelli (Valparaíso, 1858 — Rio de Janeiro, 1936) est un peintre, dessinateur et professeur à l'Escola de Belas Artes brésilien d'origine chilienne.
L'une de ses œuvres les plus emblématiques est le portrait de Machado de Assis pour l'Académie brésilienne des lettres.

## Biographie
Henrique Bernardelli naît le 15 juillet 1858 à Valparaíso, au Chili, et déménage avec ses parents et ses frères et sœurs — le sculpteur Rodolfo Bernardelli (1852-1931) et le guitariste et peintre Félix Bernardelli (pt) (1862-1905) — à Rio Grande do Sul, au Brésil, au début des années 1860. La famille s'installe à Rio de Janeiro en 1867. En 1870, il s'inscrit, avec son frère Rodolfo, à l'Académie impériale des beaux-arts (AIBA), où il étudie avec des peintres de premier plan : Henrique devient l'élève de Zeferino da Costa (1840-1915), Agostinho José da Mota (1824-1878) et Victor Meirelles (1832-1903).
En 1878, il se fait naturaliser brésilien afin de pouvoir concourir pour le prix d'un voyage en Europe décerné par l'AIBA. Après avoir perdu le prix face à Rodolfo Amoedo, il se rend à Rome, en 1878, avec ses propres moyens. À Rome, il étudie et fréquente l'atelier de Domenico Morelli (1826-1901), entrant en contact avec les œuvres d'artistes tels que Francesco Paolo Michetti et Giovanni Segantini.
De retour à Rio de Janeiro en 1888, Henrique organise une série d'expositions individuelles et participe à l'Exposition universelle de Paris l'année suivante, où il remporte une médaille de bronze avec la toile Os Bandeirantes ; en 1890, l'Exposition générale des beaux-arts, où il s'est distingué avec des œuvres telles que Dicteriade, Tarantella et Calle de Venezia ; et en 1893, l'Exposition universelle de Chicago, avec Messalina, Mater et Proclamação da República. C'est à cette époque que sont présentées au public les œuvres Tarantella (1886), Maternidade (1878), Messalina (1880), Modelo em Repouso (ca. 1881) et Ao Meio Dia.
En 1891, Bernardelli devient professeur de peinture à la toute nouvelle École nationale des Beaux-Arts (ENBA) et termine son contrat en 1905 : il cesse d'enseigner à l'école, affirmant que l'institution doit renouveler son personnel périodiquement. Lui et son frère Rodolfo commencent alors à enseigner dans un atelier privé à Rio de Janeiro. Lucílio de Albuquerque (1885-1962) et Georgina de Albuquerque (1885-1962), Eugênio Latour (1874-1942), Helios Seelinger (1878-1965) et Arthur Timótheo da Costa (1822-1922) sont parmi ses élèves les plus éminents.
L'artiste garde le contact avec la culture figurative italienne, voyageant constamment dans des villes telles que Rome, Naples et Venise. Il enseigne à l'École jusqu'à ce qu'il soit remplacé par Eliseu Visconti en 1906, puis commence à donner des cours privés dans son atelier, recevant en même temps des commandes privées.
En 1916, il remporte l'une des plus hautes récompenses auxquelles un artiste visuel peut aspirer au Brésil : la médaille d'honneur. Il est également membre du Conseil supérieur des beaux-arts[réf. nécessaire].
Une grande partie de l'œuvre de Henrique Bernardelli a été donnée à la Pinacothèque de l'État de São Paulo, comme le montre son dernier catalogue.
En 1931, le Núcleo Bernardelli (pt), nommé en l'honneur des professeurs Henrique et Rodolfo, a été créé par plusieurs peintres insatisfaits du modèle d'enseignement d'ENBA qui cherchaient à créer un groupe axé sur l'amélioration technique et la reformulation de l'enseignement artistique.
Henrique Bernardelli meurt à Rio de Janeiro le 6 avril 1936.

## Henrique Bernardelli et le Museu Paulista

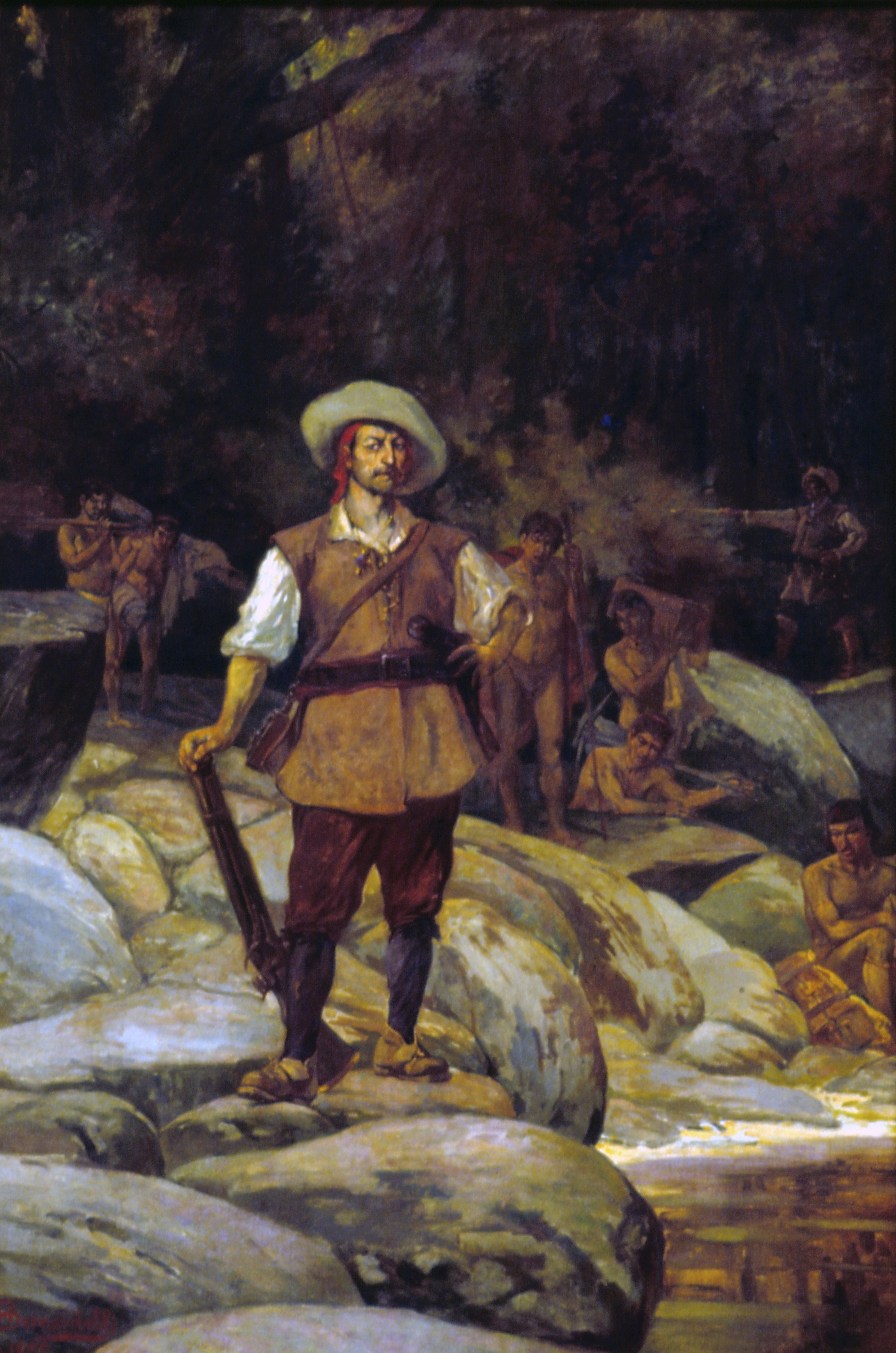
Ciclo da caça ao índio (« Cycle de la chasse à l'Indien »), Museu Paulista.

Avec le centenaire de l'indépendance du Brésil (1922), l'historien Afonso d'Escragnolle Taunay, alors directeur du Museu Paulista, a profité de la date commémorative pour mettre en pratique un projet axé sur la mémoire nationale. Taunay a organisé huit salles consacrées à la mémoire paulista (de São Paulo) de manière linéaire et évolutive. Pour cela, le directeur a invité en 1921 quelques peintres, dont Henrique Bernardelli, l'un des invités les plus distingués, et Rodolpho Amoedo, tous deux âgés de soixante-quatre ans, car ils appartiennent à l'École nationale des beaux-arts (ENBA) de Rio de Janeiro. À cette époque, Henrique n'enseigne plus dans cette institution, mais il reçoit d'elle des commandes officielles, comme le portrait du président Epitácio Pessoa, réalisé la même année.
La première version du tableau O Ciclo de Caça ao Índio a été rejetée par Taunay en raison du chien accompagnant le bandeirante et du fouet en cuir dans sa main. Ces objets pouvaient dévaloriser l'image de cette figure, qui ne correspondait pas à l'image héroïque que le directeur voulait véhiculer. Pour Maraliz de Castro Vieira Christo, docteur en histoire de l'UNICAP, Henrique Bernardelli s'est trouvé dans un conflit pour dépeindre le bandeirante comme un héros sans le montrer comme un chasseur d'indigènes, en tenant compte du symbolisme de ce dernier qui, à partir du milieu du XIXe siècle, était considéré comme un « symbole national » et ne pouvait pas voir son image associée au cannibalisme et à la barbarie, ce qui, auparavant, justifiait sa chasse et son emprisonnement.
La solution, selon le docteur, consistait à minimiser l'accent mis sur l'esclavage des indigènes, en déplaçant l'attention sur la souffrance de l'homme blanc dans le processus de « civilisation ». Ainsi, on assiste à une humanisation du bandeirante et à sa représentation comme un être majoritairement vaincu par la nature (s'opposant au projet du Museu Paulista).

## Œuvre

### Le portrait de Machado de Assis
En 1905, Henrique Bernardelli a peint le portrait officiel de l'écrivain brésilien Machado de Assis. La toile, selon les historiens, a été commandée pour décorer une salle de l'Académie brésilienne des lettres, ayant ainsi un effet publicitaire — le portrait se caractérise par l'austérité et l'impeccabilité du mobilier et des vêtements sophistiqués. Henrique peint Machado avec une posture ferme, accentuant le langage classique de la peinture. Docteur en littérature, Victor da Rosa traduit l'idée que le portrait cherche à véhiculer ainsi :

« Cette fois, Machado n'apparaît plus comme l'écrivain qui monte [...] mais comme un véritable bureaucrate des lettres, canonisé par les institutions, quelqu'un qui a gravi toutes les étapes possibles du processus de légitimation au sein du système littéraire. »

### Œuvres décoratives
Henrique est également responsable d'importants travaux de décoration, tant à São Paulo qu'à Rio de Janeiro. Les panneaux O Domínio do Homem sobre as Forças da Natureza et A Luta pela Liberdade à destination de la Bibliothèque nationale du Brésil et le plafond d'une des salles du Théâtre municipal (1908), tous deux à Rio de Janeiro, sont des références de la peinture brésilienne du XXe siècle. Le bâtiment du Musée national des Beaux-Arts a également bénéficié de l'œuvre de Henrique dans 22 médaillons de fresques qui ornent sa façade.

### Galerie

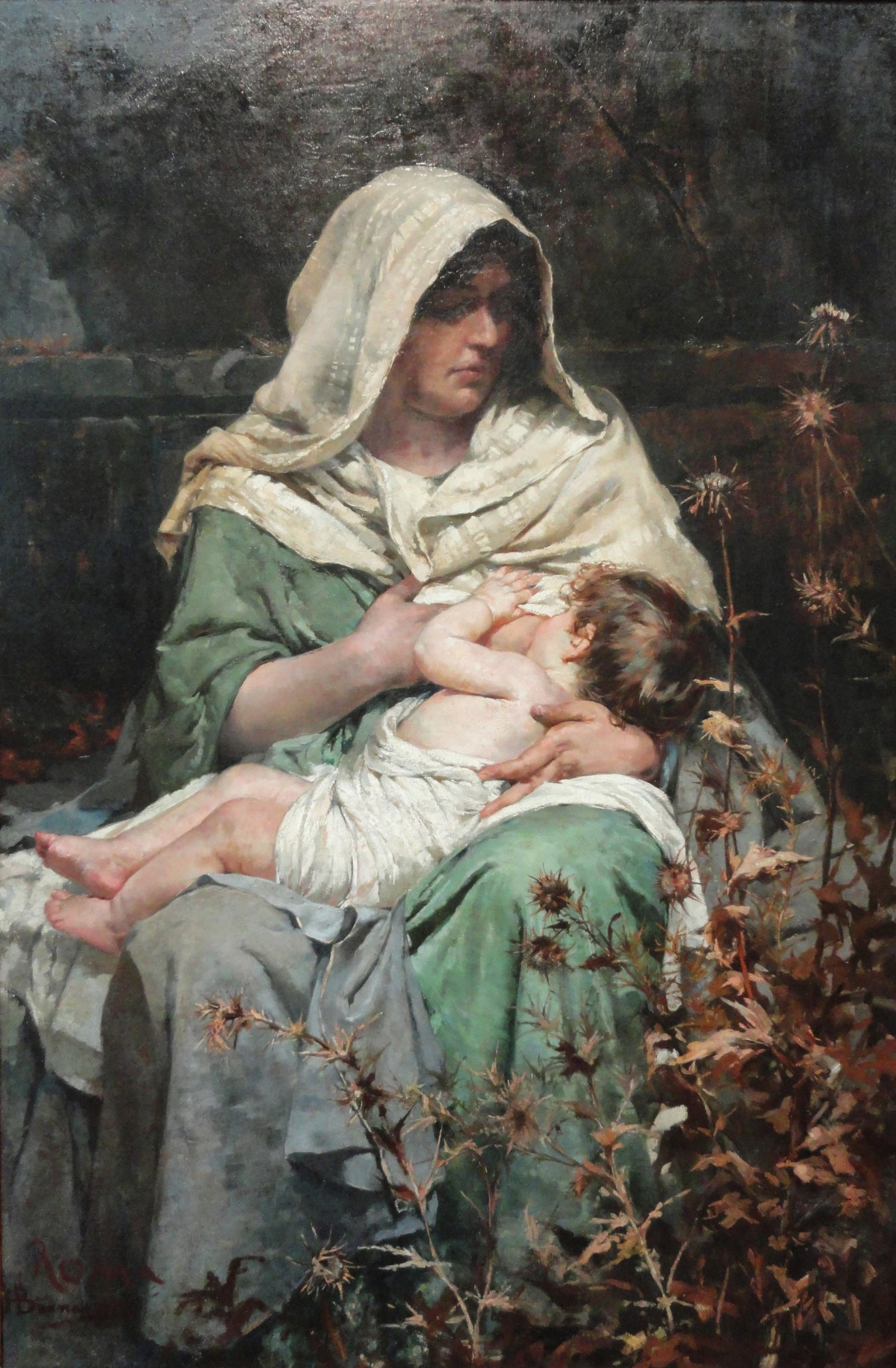
Maternidade, Musée national des Beaux-Arts.
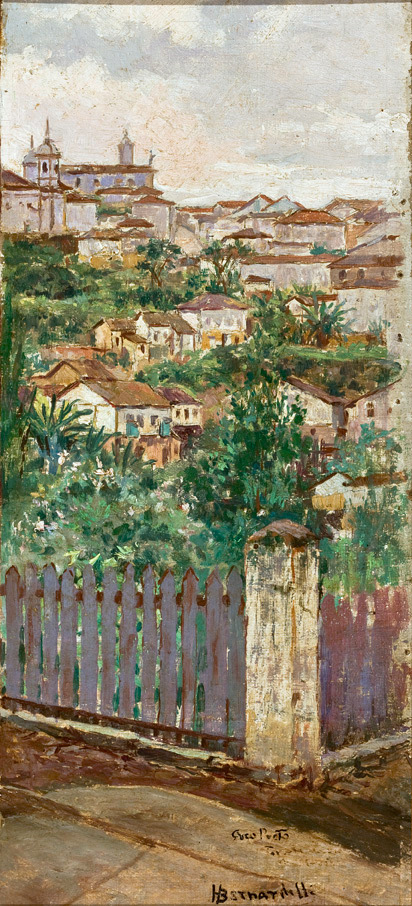
Paisagem de Ouro Preto, Musée d'art de São Paulo.
Marechal Deodoro, Académie militaire d'Agulhas Negras.
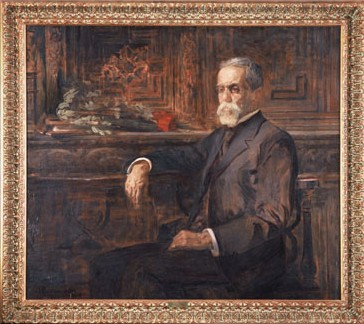
Machado de Assis, 1905, Académie brésilienne des lettres.
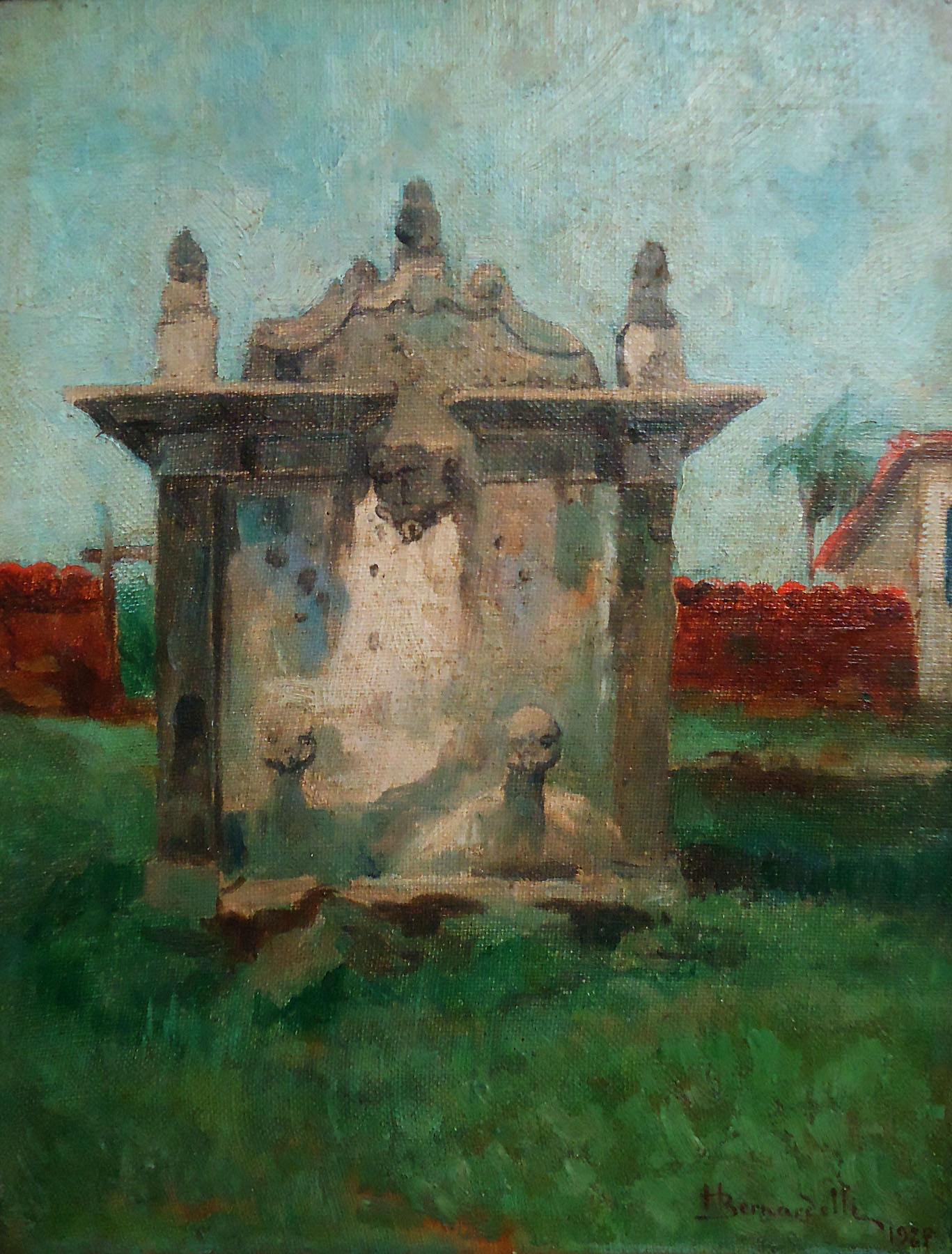
Fonte mineira, 1927.
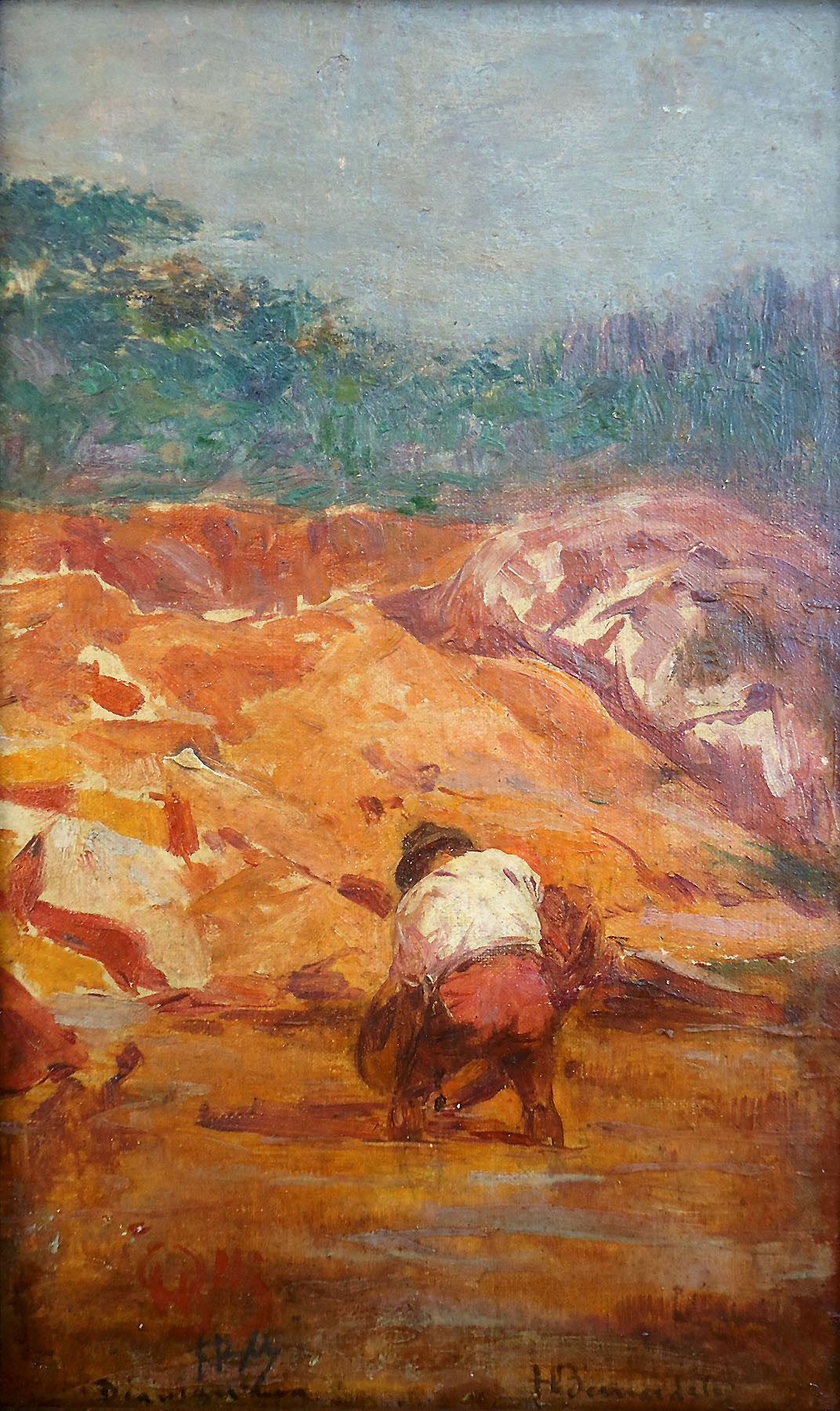
Garimpeiro em Diamantina, n. d.
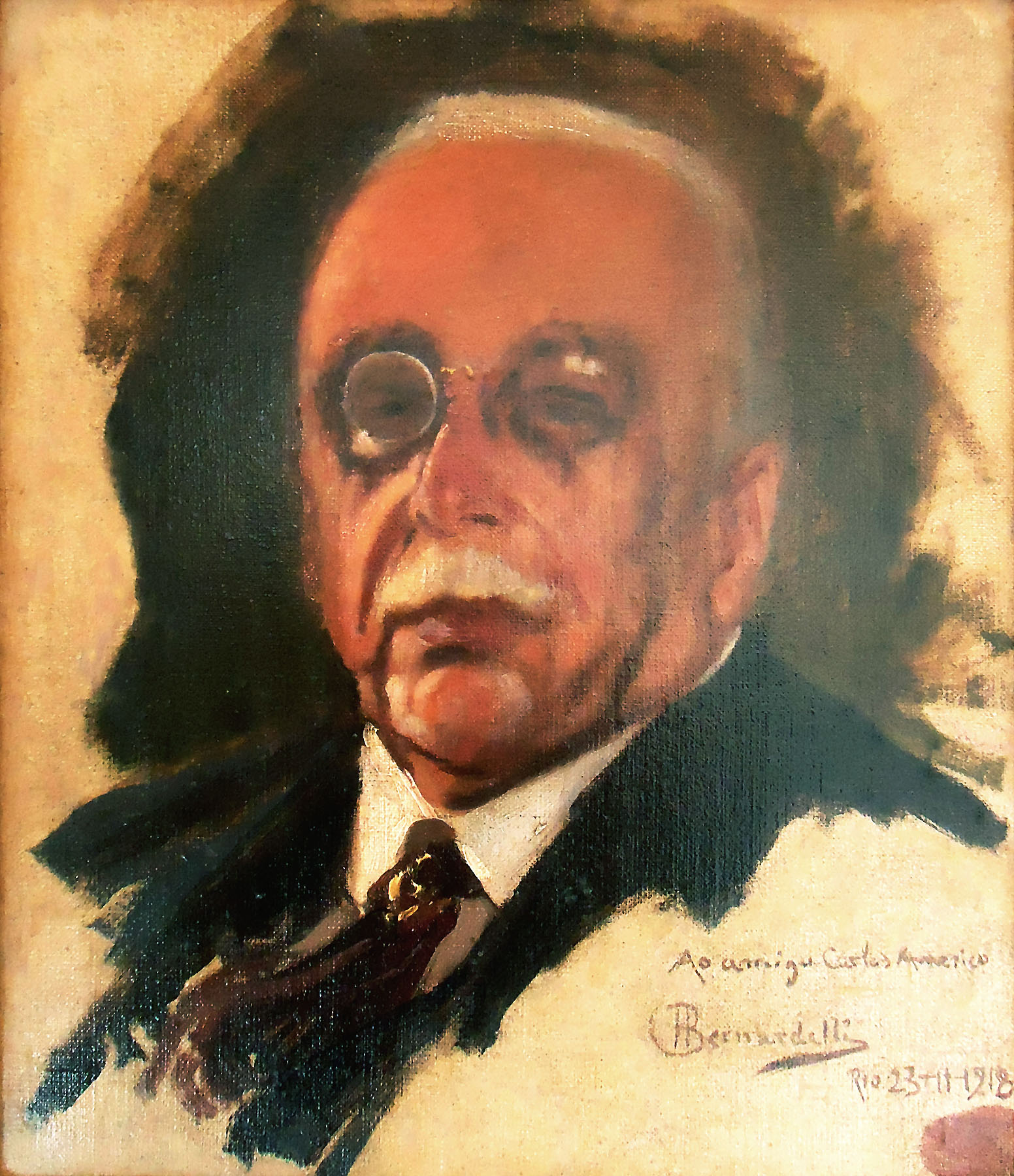
Retrato de Carlos Américo, 1918.
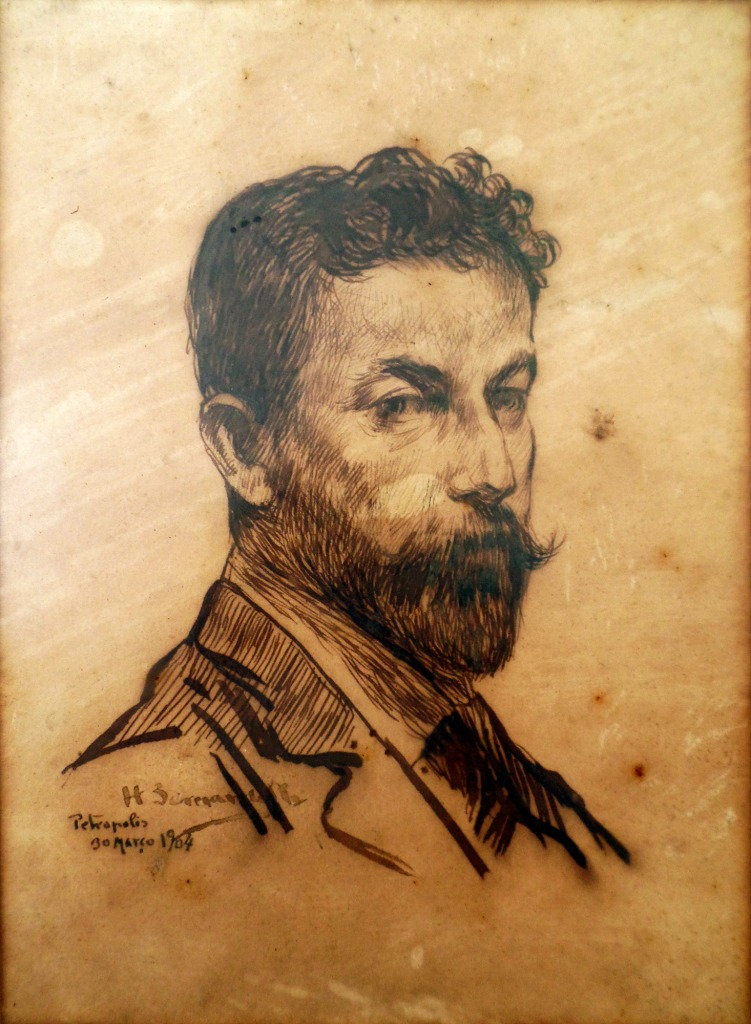
Retrato de Alberto Nepomuceno, 1904.
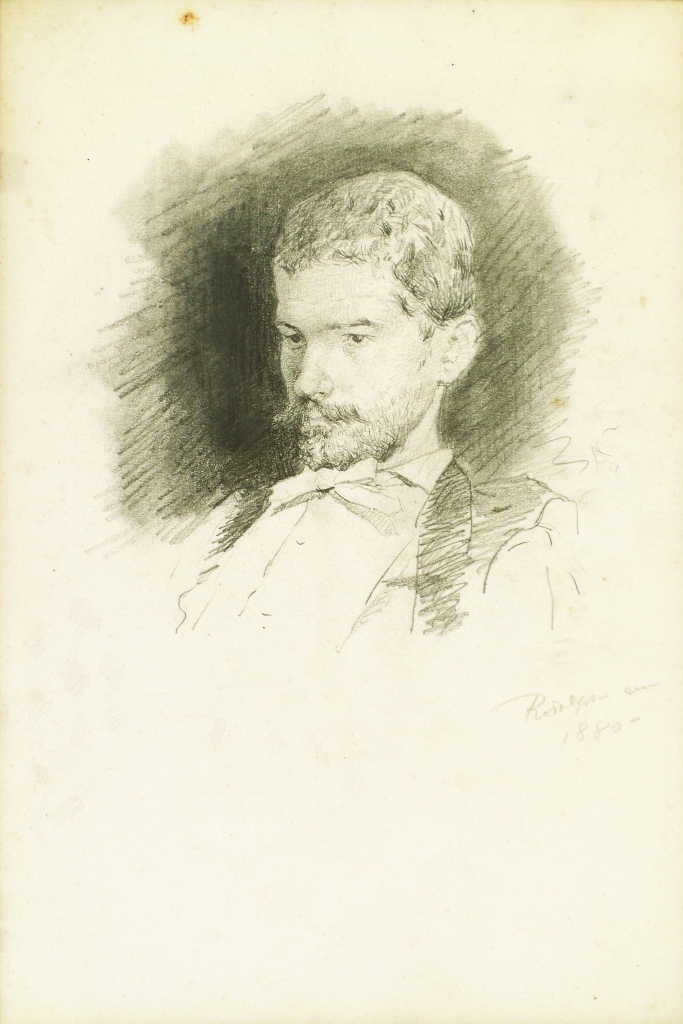
Rodolfo em 1880, c. 1880.
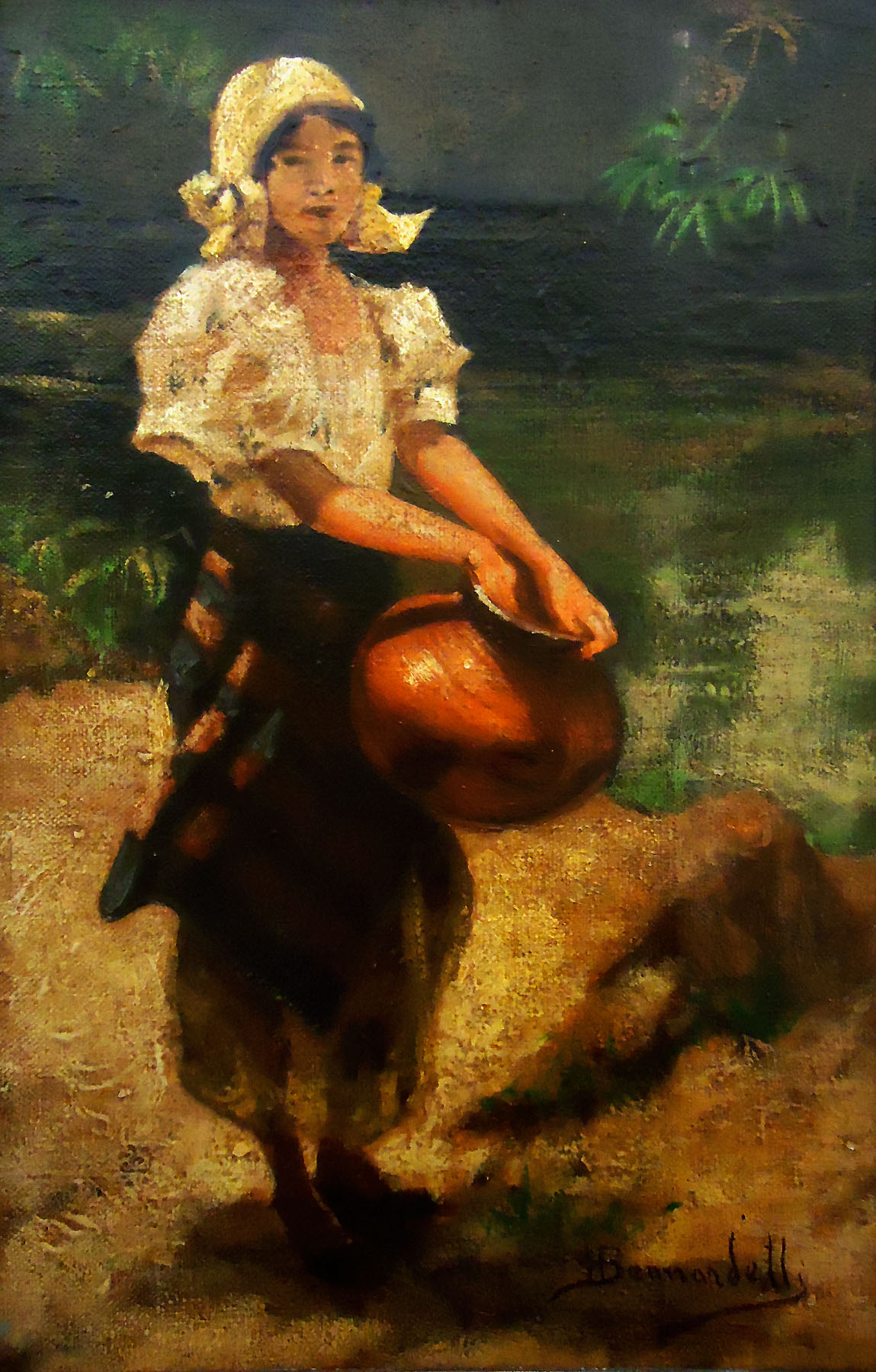
Moça na fonte, n. d.
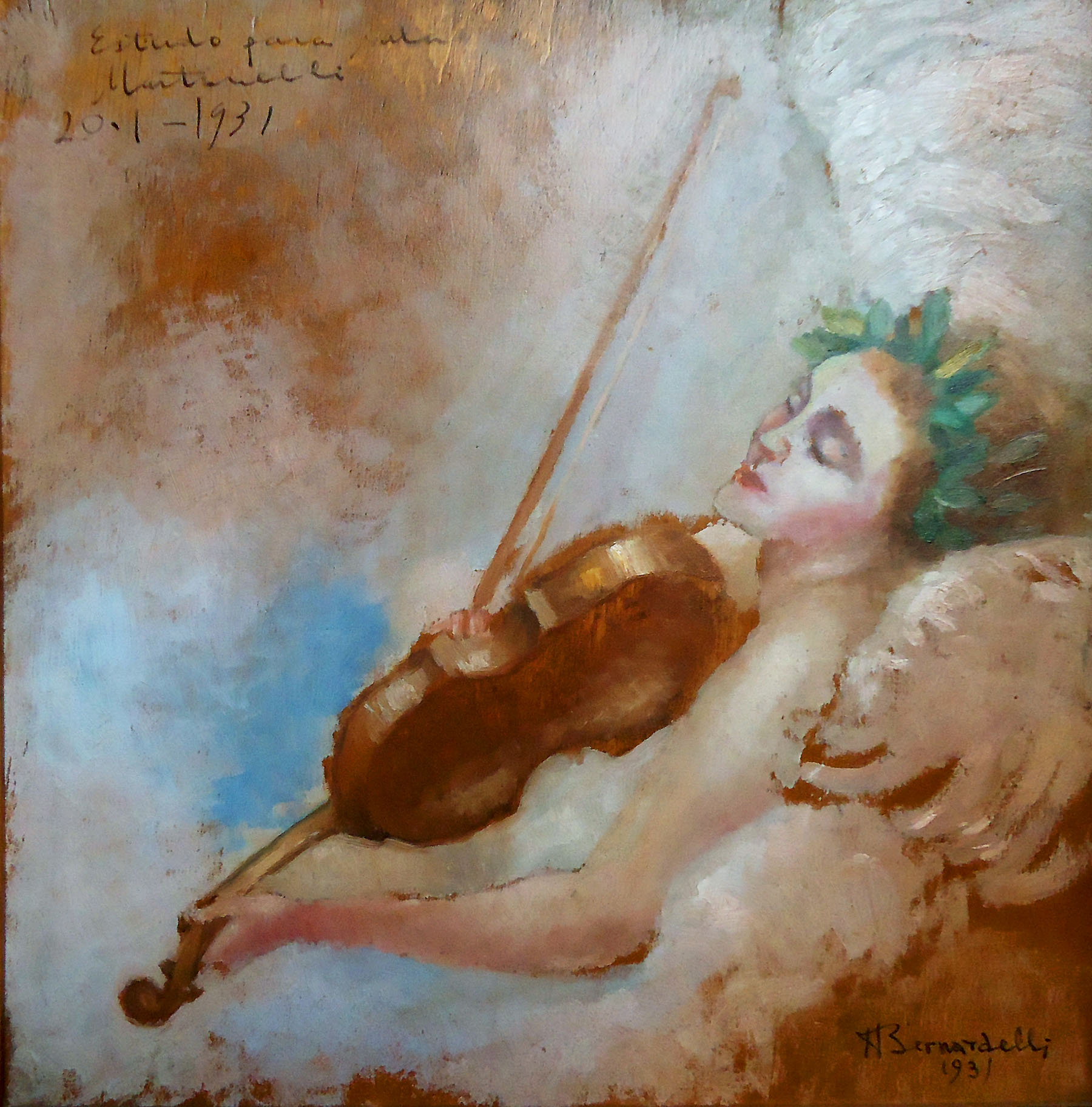
Estudo para decoração da Sala Martinelli, 1931.

## Réception
L'œuvre de Henrique Bernardelli a marqué l'histoire de l'art brésilien et a influencé des dizaines de peintres du XXe siècle tels que Manoel Santiago (pt), Bustamante Sá (pt), Bruno Lechowski (pt) entre autres,,,.

« Bernardelli a été le premier peintre brésilien à extraire tous les fondements de son expérience artistique des procédés, des habitudes techniques et des couleurs de la peinture italienne pratiquée par de nombreux artistes du XIXe siècle [...]. Le sens de la primauté accordée à l'objectivité sans concession au sentimentalisme malgré le thème qui, chez un autre peintre, pourrait donner lieu à des digressions psychologiques ou à de vulgaires piégeux. La réflexion sur les thèmes n'était pas son style. Ses expériences se reflètent et se déploient dans ses tableaux sacrés ou profanes, en contact avec le modèle réel, sans engagement majeur envers le transcendantal, dans le premier cas, et le sentimentalisme, dans l'autre. La constitution psychologique et la formation émotionnelle de Bernardelli est celle d'un homme qui donne la primauté à la matière. Sa conscience et son art n'étaient engagés que par les effets qu'il admettait comme réalité. Et une réalité solide et bien structurée sous laquelle, lorsqu'il peignait, il n'employait pas de ressources de tonalité atténuée, de transparences ou de reflets de lumière et d'effets faciles. Il a utilisé des peintures en pleine pâte et des traits marqués, suivant, la plupart du temps, le mouvement des formes représentées et obtenant, de cette façon, une sensation évidente de volume. »

— Le peintre Edson Motta et l'équipe du Musée national des Beaux-Arts du Brésil.

« [...] après huit années d'études à Rome, Henrique Bernardelli [...] s'est immédiatement imposé sans susciter de polémique sur l'œuvre qu'il a apportée avec lui et la personnalité marquante dont il a fait preuve, sauf de la part de certains critiques plus limités. Ces critiques ont été surpris par les influences qu'il a apportées de la peinture italienne de la fin du siècle [...]. La seule chose qui s'est produite, c'est que Henrique Bernardelli a échappé à ce semblant d'officialisme artistique de Paris, qui conformait tout ce qui pouvait être admis comme peinture valable chez nous, et a fini, par la force de l'habitude, par ressembler à une condition exceptionnelle de créativité nationale. [...] Ce qui était le plus particulier dans l'œuvre apportée par le jeune peintre récemment arrivé était l'aspect d'une peinture nouvelle par rapport à ce qui était connu ici. Pas exactement la différence entre un académisme français et un académisme italien, mais principalement parce que l'artiste s'est débarrassé des préoccupations techniques et esthétiques conservatrices et a ouvert une nouvelle vision de la peinture [...]. On perçoit très vite, dans les tableaux apportés par Henrique, qu'il y a beaucoup de populaire, de tendance à accentuer le naturel des choses, des faits, bref une vision subordonnée aux suggestions directes de la nature, qui exige un détachement technique et une capacité d'improvisation pour la maîtrise de nouveaux effets visuels. »

— Le peintre Quirino Campofiorito (pt).

« Bernardelli est un jeune homme robuste, doté d'un talent omnimodal et, par hérédité, d'un véritable sentiment artistique. Ses œuvres inculquent un tempérament agité, nerveux, avide d'impressions, une de ces organisations athlétiques, armées de larges spatules, une forte poitrine, des muscles développés et renforcés par l'exercice hygiénique de la marche en plein air, à la montagne. Leur travail est vigoureux, original, plein de chaleur, plein d'audace. Plein d'audace ! oui, parce qu'il est nouveau, parce qu'il dépasse les systèmes ruinés de la confection académique, parce qu'il fait sentir le caractère essentiel de l'objet, selon l'expression de H. Taine ; parce qu'il émeut et qu'il est personnel et vrai. Regardez un tableau d'un maître, n'importe lequel de "nos maîtres", et tandis que l'œuvre de l'un de ces maîtres ne réussit qu'à obtenir de notre attention une qualification, parfois distillée par la complaisance, l'œuvre d'un autre nous impressionne, éveille en nous quelque émotion nouvelle, provoque en nous l'admiration ou la haine. C'est là que réside la supériorité de l'artiste. »

— L'écrivain Luiz Gonzaga Duque Estrada.